# The Incredible Invasion
Pour plus de détails, voir Fiche technique et Distribution.
The Incredible Invasion est un film mexicain de Jack Hill, Juan Ibáñez et José Luis González de León, sorti en 1971.

## Synopsis
Le professeur John Mayer met au point une machine révolutionnaire qui intéresse les militaires. Deux extra-terrestres, craignant le mauvais usage de la machine, souhaitent la détruire.

## Fiche technique
- Titre : The Incredible Invasion
- Réalisation : Jack Hill, Juan Ibáñez et José Luis González de León
- Scénario : Juan Ibáñez, Karl Schanzer et Luis Enrique Vergara (en)
- Photographie : Raúl Domínguez et Austin McKinney
- Montage : Raul J. Casso
- Musique : Enrico C. Cabiati
- Pays de production : Mexique
- Format : Couleurs - Mono
- Genre : Science-fiction
- Durée : 90 minutes
- Date de sortie : 1971

## Distribution
- Boris Karloff : Professeur John Mayer
- Enrique Guzmán : Dr Paul Rosten
- Christa Linder : Laura
- Maura Monti (en) : Dr Isabel Reed
- Yerye Beirute : Thomas
- Tere Vales : Nancy
- Griselda Mejía : Prostituée
- Sergio Kleiner (en) : Alien
- Tito Novaro : Nord